# Colossoma macropomum

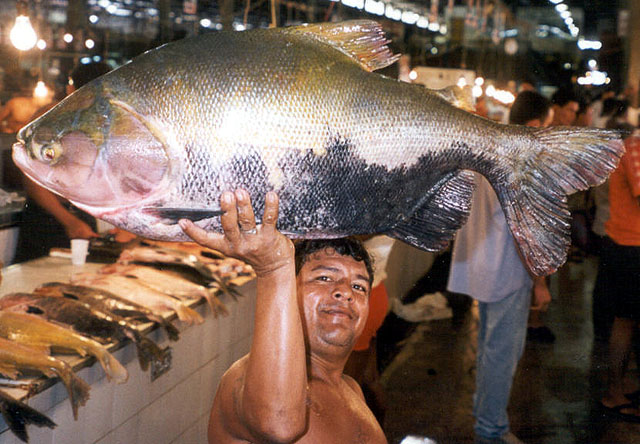
Exemplar a la venda en un mercat de Manaus (Brasil).

Colossoma macropomum

Colossoma macropomum és una espècie de peix de la família dels caràcids i de l'ordre dels caraciformes.

## Morfologia
- Els mascles poden assolir 108 cm de llargària total i 40 kg de pes.[3]

## Alimentació
Menja zooplàncton, insectes, caragols i plantes.

## Hàbitat
Viu en zones de clima tropical entre 22 °C - 28 °C de temperatura.

## Distribució geogràfica
Es troba a Sud-amèrica, a les conques dels rius Amazones i Orinoco, tot i que és criat en piscifactories d'arreu de Llatinoamèrica.

## Costums
És una espècie normalment solitària.

## Interès gastronòmic
Es comercialitza fresc i congelat.

## Observacions
És criat en aqüicultura perquè pot viure en aigües pobres i és molt resistent a les malalties.